# Lydia Lassila
Lydia Lassila (nacida Lydia Ierodiaconou, Melbourne, 17 de enero de 1982) es una deportista australiana que compite en esquí acrobático, especialista en la prueba de salto aéreo. Está casada con el esquiador acrobático finlandés Lauri Lassila.
Participó en cinco Juegos Olímpicos de Invierno, entre los años 2002 y 2018, obteniendo en total dos medallas, oro en Vancouver 2010 y bronce en Sochi 2014, ambas en la prueba de salto aéreo.
En 2012 fue condecorada con la Medalla de la Orden de Australia (OAM).

## Medallero internacional
| Juegos Olímpicos | Juegos Olímpicos   | Juegos Olímpicos  | Juegos Olímpicos |
| Año              | Lugar              | Medalla           | Prueba           |
| ---------------- | ------------------ | ----------------- | ---------------- |
| 2010             | Vancouver (Canadá) | Medalla de oro    | Salto aéreo      |
| 2014             | Sochi (Rusia)      | Medalla de bronce | Salto aéreo      |